# Le Bassin (Saguenay)
Le Bassin est le nom donné à un secteur de l'arrondissement Chicoutimi à Saguenay, au Québec situé à la confluence de la rivière Chicoutimi et du Saguenay. Une acceptation large y inclut toutes les anciennes paroisses et quartiers de l'ouest de la ville, soit Christ-Roi, Saint-Antoine (ou Côte-de-la-Réserve), Sacré-Cœur, Saint-Paul et Saint-Joachim. 
Il s'agit du site originel où fut établi le poste de traite de Chicoutimi au XVIIe siècle. Dès le milieu du XIXe siècle, le secteur fut le théâtre d'une importante activité industrielle qui mena à la création de différents quartiers ouvriers. 
Le Bassin a été fortement touché lors du déluge du Saguenay en 1996. On y retrouve le site patrimoniale du Bassin et le site patrimoniale du Poste-de-Traite-de-Chicoutimi, ainsi que plusieurs bâtiments patrimoniaux. 

## Histoire

### Bâtiments importants
- Petite Maison Blanche